# HD 13445
HD 13445 (Глизе 86) — двойная звезда в созвездии Эридана. Находится на расстоянии около 35 световых лет от Солнца.

## Характеристики
HD 13445 A — оранжевый карлик главной последовательности; её масса и диаметр равны 79 % и 86 % солнечных соответственно. Её возраст оценивается приблизительно в 10 млрд лет. Вокруг оранжевого карлика HD 13445 A обращается массивный белый карлик HD 13445 B, а также планета HD 13445 A b (Глизе 86 b).

## Планетная система

### HD 13445 A b
24 ноября 1998 года группа астрономов обнаружила в системе HD 13445 массивный объект HD 13445 A b, который превосходит по массе Юпитер в 4 раза. Планета относится к классу газовых гигантов; от родительской звезды она удалена на 0,11 а.е. (для сравнения: Меркурий удалён от Солнца на 0,46 а.е.)

## Ближайшее окружение звезды
Следующие звёздные системы находятся на расстоянии в пределах 20 световых лет от HD 13445:
| Звезда            | Спектральный класс | Расстояние, св. лет |
| CC Эридана B      | ?                  | 5,5                 |
| CC Эридана A      | K6-7 Ve            | 5,9                 |
| L 227-140         | DZ7 /VII           | 6,1                 |
| CD-53 570         | K-M V              | 8,3                 |
| L 127-97          | M0 V               | 9,1                 |
| CD-45 1184        | M3,5 V             | 9,3                 |
| p Эридана AB      | K2 V/K3 V          | 9,7                 |
| ζ Сетки AB        | G2,5 V/G1 V        | 10                  |
| ζ Тукана          | F9,5 V             | 13                  |
| ν Феникса         | F8 V               | 16                  |
| ζ Золотой Рыбы AB | F7 V/K7 V          | 17                  |
| HR 209            | G1-5 IV            | 17                  |
| 82 Эридана        | G5-8 V             | 17                  |
| HR 683            | G5-8 V             | 18                  |
| β Южной Гидры     | G2 IV              | 18                  |